# 29-es villamos (Budapest)
A budapesti 29-es jelzésű villamos (1961 és 1966 között L jelzéssel, 1996-ban 100-as jelzéssel) a Blaha Lujza tér (Népszínház utca) és BNV főbejárat között közlekedett. A járatot a Budapesti Közlekedési Rt. üzemeltette. A vonalakon a forgalom időszakos volt, csak az Expo tér közelében lévő lóversenypálya, később a vásárközpont rendezvényei idején közlekedtek járatok.

## Története
1905. február 15-én a Nyugati pályaudvar – Szabadság tér – Váci körút – Kiskörút – Üllői út – Népliget útvonalon indított villamosjáratot a BKVT, amit 1910-ben, a viszonylatszámok bevezetésekor 29-esre számoztak át. Az 1912-es nyári menetrend bevezetésével május 1-jén hurokjárattá alakult, és a Népliget – Üllői út – Szabadság tér – Lipót (ma Szent István) körút – Váci körút (ma Bajcsy-Zsilinszky út) – Kiskörút – Üllői út – Népliget útvonalon közlekedett; ellenkező irányban a 31-es villamos járt. A közlekedési társaságok 1918-as összevonását követően az üzemeltetést a BEVV vette át a viszonylat 1919. augusztus 14-ei megszűnéséig.
A következőnek indított 29-es viszont kevés módosítással, hosszú évtizedeken át szolgálta a fővárosi közlekedést: az 1925. május 10-én felavatott új lóversenypályához tervezett villamos-szárnyvonal a megnyitóra nem készült el, az ősszel üzembe helyezett vágányokat október 4-étől használták a Rókus kórháztól indított 29-es BSZKRT-viszonylat kocsijai. Útvonala a 28-aséval és a 36-oséval a Pongrác úti felüljáróig megegyezett (ekkoriban ezek még a Salgótarjáni utcában jártak), innen észak felé lefordult, és az ún. Királyvágányt keresztezve érkezett a hatvágányos célállomásra. A villamos csak versenynapokon közlekedett, időszakos jelleggel. Az 1933 áprilisában kisérletképp (többek között a 6-os villamoson is) bevezetett ún. kisszakasz-rendszert, aminek célja a rövidebb útszakaszokon az olcsóbb utazási lehetőség volt, augusztus 21-én szélesebb körben kiterjesztették a fővárosban, ám ezalól kivételt képzett a 29-es, itt a villamosok „Nincs kisszakasz” táblákkal közlekedtek. 1944 szeptemberében megszűnt a viszonylat.
Budapest ostroma után 1945. május 21-én indították újra korábbi útvonalán. 1949. május 19-én a megszűnt a Rókus kórház előtti végállomás, helyette a Népszínház utcában kialakított új fejvégállomásra érkeztek a villamosok. A BSZKRT felszámolását követően, 1949 októberétől a budapesti villamosokat a Fővárosi Villamos Vasút Községi Vállalat (FVKV), későbbi nevén Fővárosi Villamosvasút (FVV) üzemeltette. A kőbányai villamosjáratok 1958-as átszervezése után lényegében a 37-es villamos elágazó betétjáratává vált. 1961. június 5-én más időszakos és rendkívüli járathoz hasonlóan betűjelzést kapott (L), azonban 1966 decemberétől ismét 29-es számmal közlekedett. A közösségi közlekedés ismételt integrációjával az FVV az 1968-ban létrejött BKV-ba olvadt. Az 1970-es mezőgazdasági kiállításra új villamosjárat indult augusztus 28-án 29Y jelzéssel a Baross tér felől. Az 1970-es évek elején a Budapesti Nemzetközi Vásárt a Városligetből az újonnan épült Vásárvárosba költöztették át, ekkor a külső végállomás a BNV főbejárat nevet vette fel. A 29-es és a 29Y villamos 1995-ben közlekedett utoljára, a következő évben a BNV 100. évfordulója alkalmából 100-as és 100Y jelzéssel indultak. Az 1990-es években a BKV úgy határozott, hogy a villamosjáratokat csak fizetett megrendelésre üzemelteti, 1996 óta erre egyáltalán nem került sor. Az évtizedek alatt a szárnyvonal infrastruktúrája leromlott, a 2000-ben egy szakaszon a felsővezetéket is eltulajdonították. A 2000-es években a 29-es és 37-es vonal leágazását lehegesztették, egy 2009-es pályafelújítás során pedig el is bontották. 2015-ben kiépítették a villamos és a Királyvágány kereszteződését is. A villamosforgalom megszűnése óta a Hungexpo az Örs vezér teréről induló, 2017 óta 10-es számot viselő autóbusszal közelíthető meg.
2017-ben felmerült egy új villamosvonal építésének terve, ami a Pillangó utca metróállomást és Kőbánya felső vasútállomást kötötte volna össze az Albertirsai úton keresztül, azonban a projekt nem valósult meg. A viszonylat a Hungexpón 2021-ben megrendezett Vadászati Világkiállítás könnyebb megközelíthetőségét szolgálta volna.

## Járművek
A vonalon több fajta jármű közlekedett, ezeket több kocsiszín adta ki.
1990-ig UV villamosokat a Száva és a Zugló kocsiszín közösen adta ki, 1991 és 1992 között pedig a Baross és a Zugló. 1993-ban két kocsis Tatra T5C5 villamosok, 1994-től a Ferencváros és a Hungária kocsiszín Ganz csuklósokat állított forgalomba.

## Útvonala
A villamospálya önálló szakaszán szintben keresztezte a MÁV vasúti pályáját (Királyvágány), itt az átszelés a 25 000 V váltóáramú nagyvasúti és a 600 V egyenáramú közúti villamos üzem elől egyaránt szigetelve volt, melyen a megfelelő áramnemet a MÁV pályaudvari irányítói kapcsolták.
| BNV főbejárat felé | Blaha Lujza tér (Népszínház utca) felé |
| --- | --- |
| Blaha Lujza tér (Népszínház utca) vá. – Népszínház utca – Teleki László tér – Dobozi utca – Magdolna utca – Salgótarjáni utca – Dobi István út – BNV, főbejárat vá. | BNV, főbejárat vá. – Dobi István út – Salgótarjáni utca – Magdolna utca – Dobozi utca – Teleki László tér – Népszínház utca – Blaha Lujza tér (Népszínház utca) vá. |

## Megállóhelyei
| 0 | Blaha Lujza tér (Népszínház utca) végállomás | 9 | 7, 7A, 7, 78, 89, 99, 173 4, 6, 28, 37 74 | 7, 7A, 7, 78, 89, 99, 173 4, 6, 28, 37 74 |
| 1 | Nagy Fuvaros utca                            | 8 | 89, 99 28, 37                             | 89, 99 28, 37                             |
| 2 | Teleki László tér                            | 7 | 28, 37                                    | 28, 37                                    |
| 3 | Fiumei út                                    | 6 | 23, 24, 28, 29Y, 37                       | 23, 24, 28, 37, 100Y                      |
| 4 | MÁV X-es kapu                                | 5 | 29Y, 37                                   | 37, 100Y                                  |
| 5 | Asztalos Sándor utca                         | 4 | 29Y, 37                                   | 37, 100Y                                  |
| 6 | Hungária körút                               | 3 | 29Y, 37 75, 75Atrr                        | 1, 37, 100Y                               |
| 7 | Zách utca                                    | 2 | 29Y, 37                                   | 37, 100Y                                  |
| 8 | Pongrác út                                   | 1 | 95 29Y, 37                                | 95 37, 100Y                               |
| 9 | BNV, főbejárat végállomás                    | 0 | 29Y 100                                   | 100Y 100                                  |

## Képgaléria

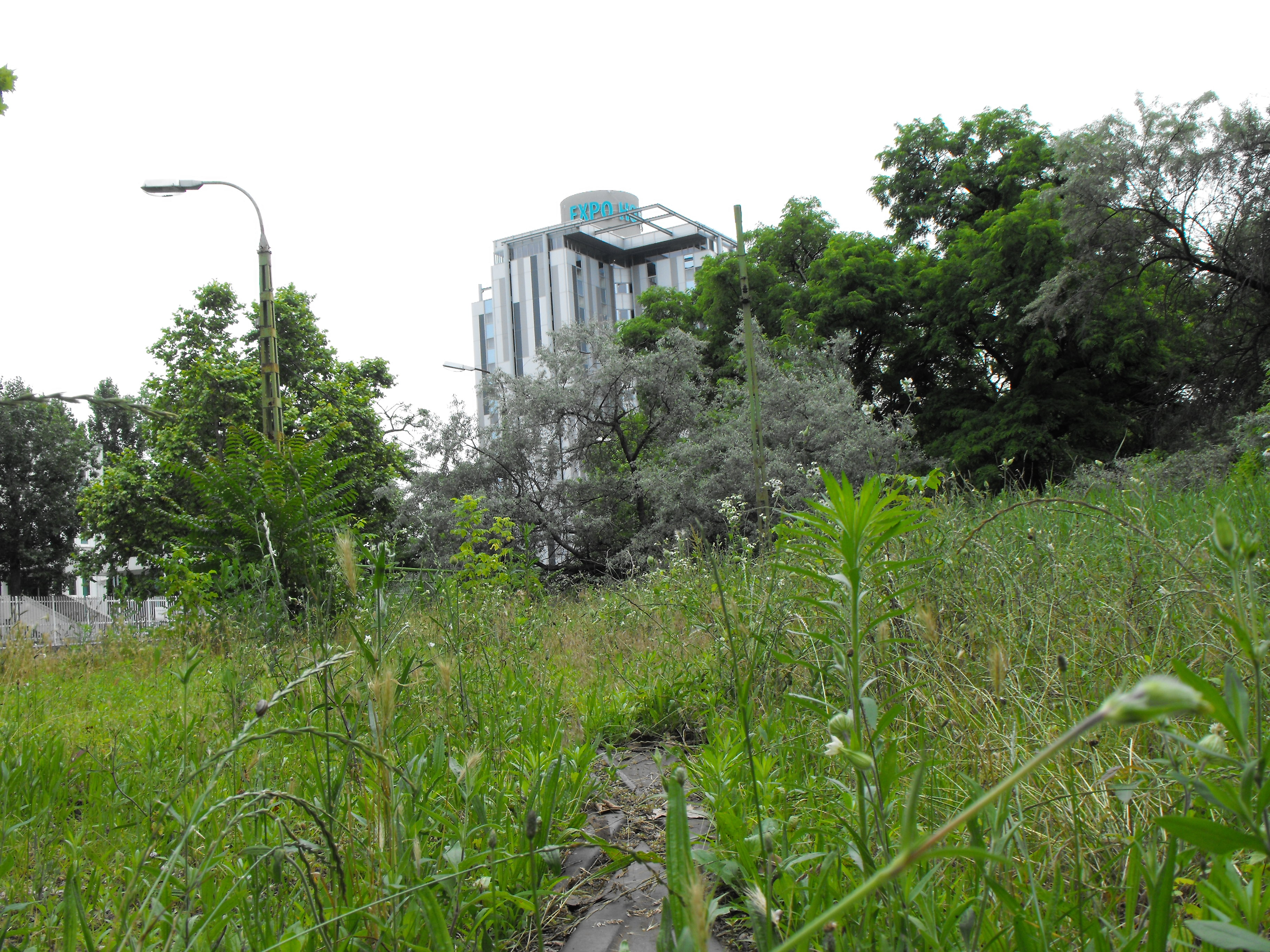
Az Expo téri villamosforduló maradványai
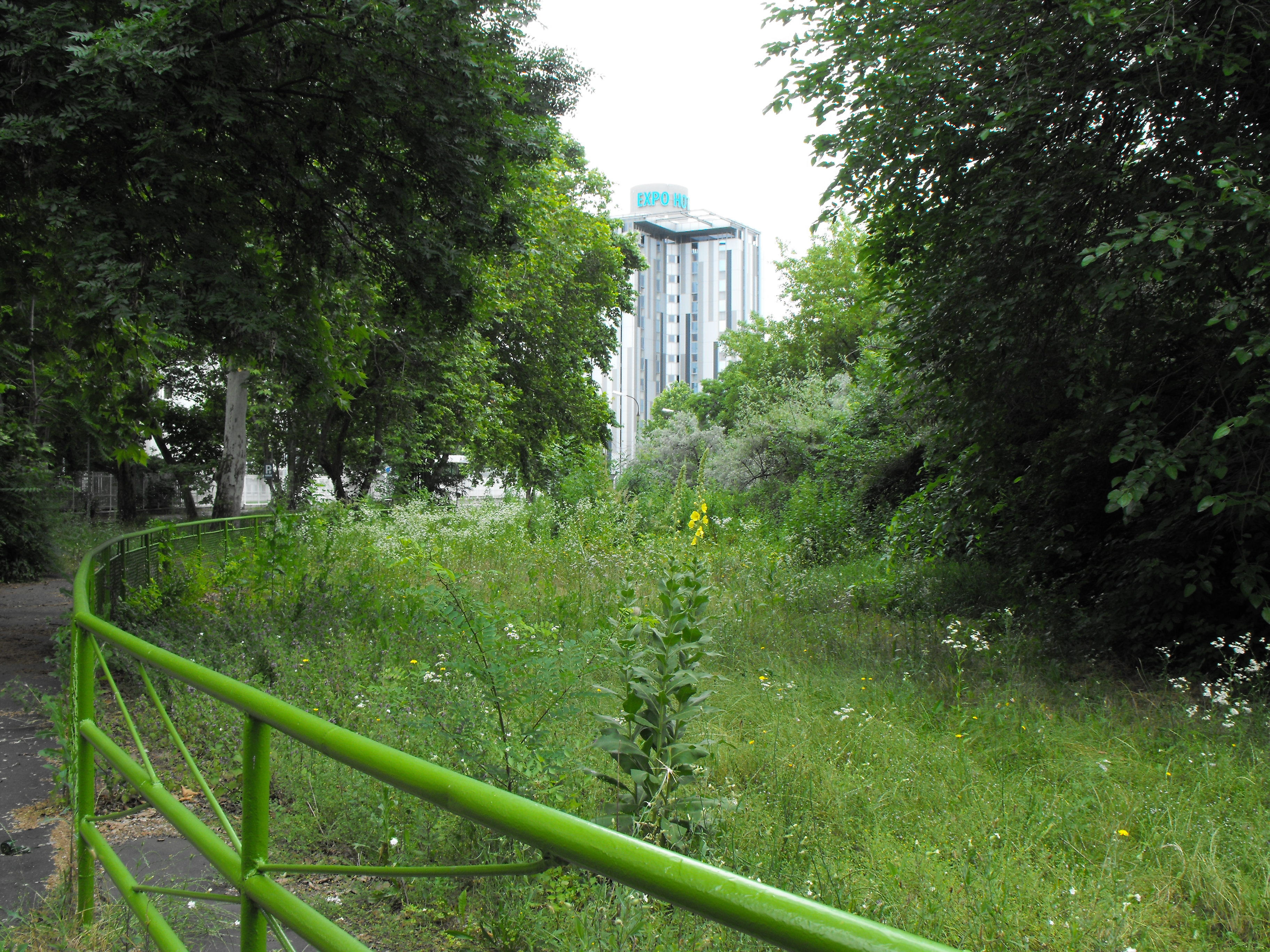
Az egykori villamosforduló hátterében az Expo Hotel,…
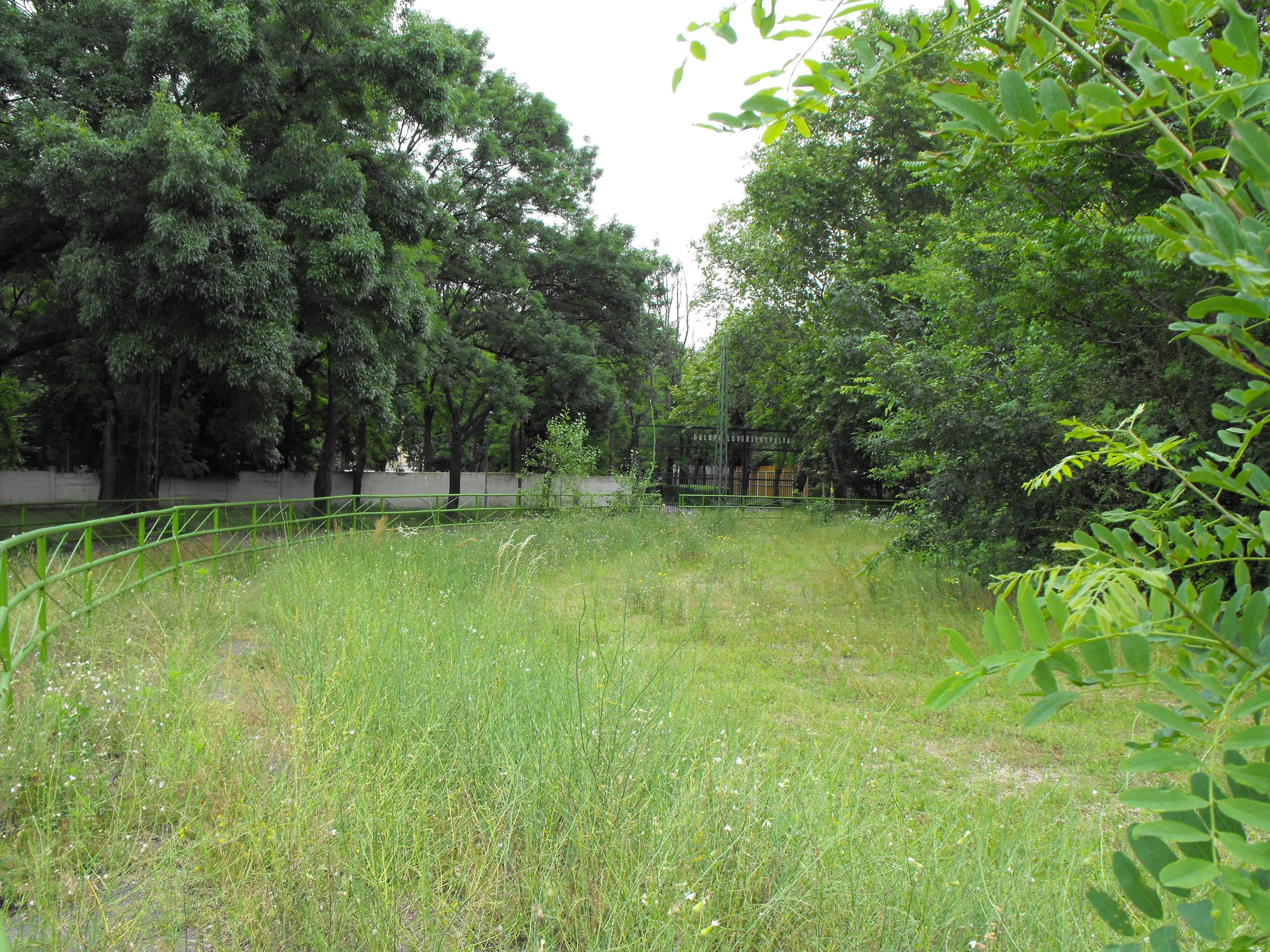
…és a Galopp lóversenypálya bejárata
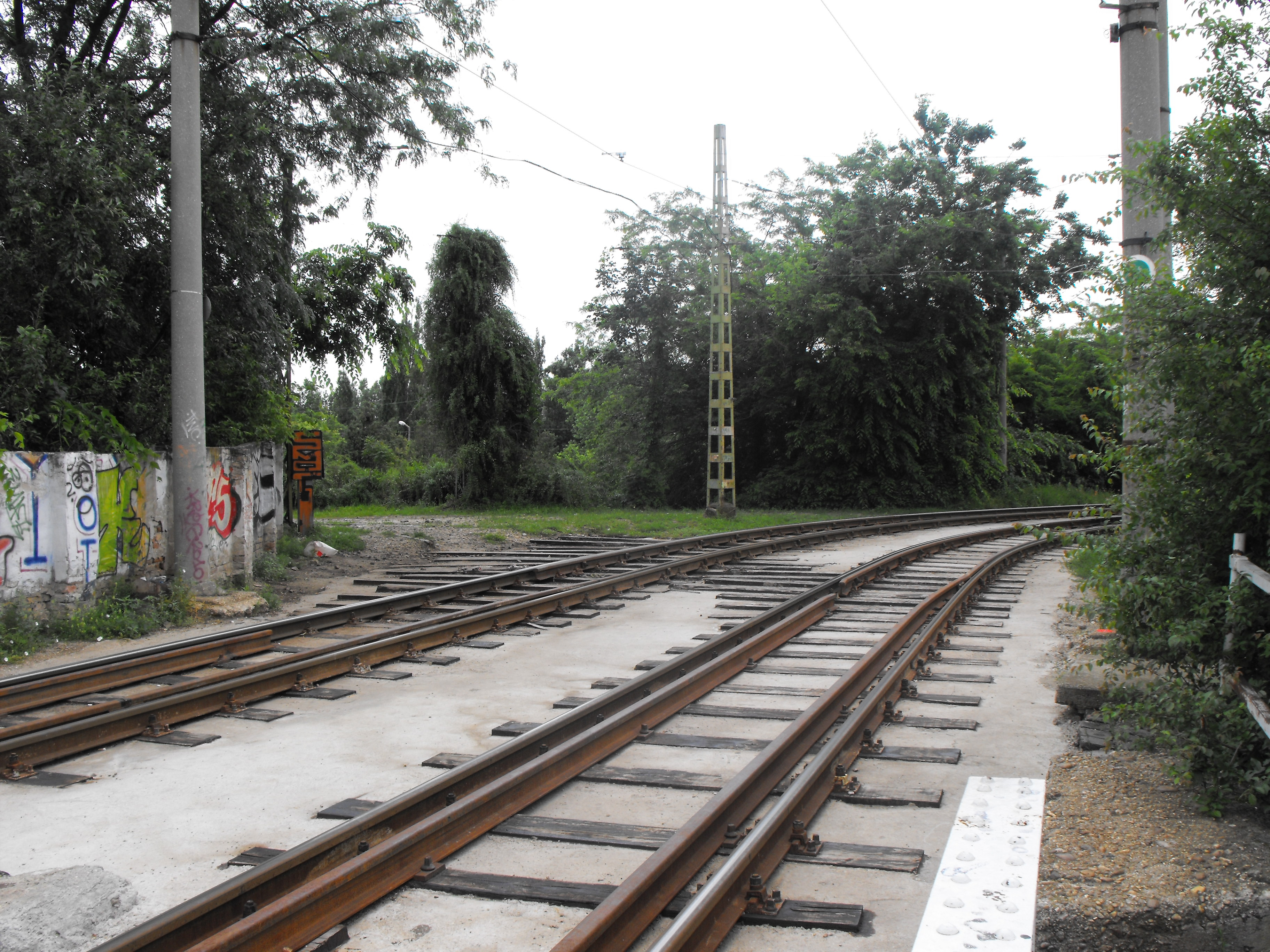
A 37-es és a 29-es egykori elágazása a felüljáró felől,….
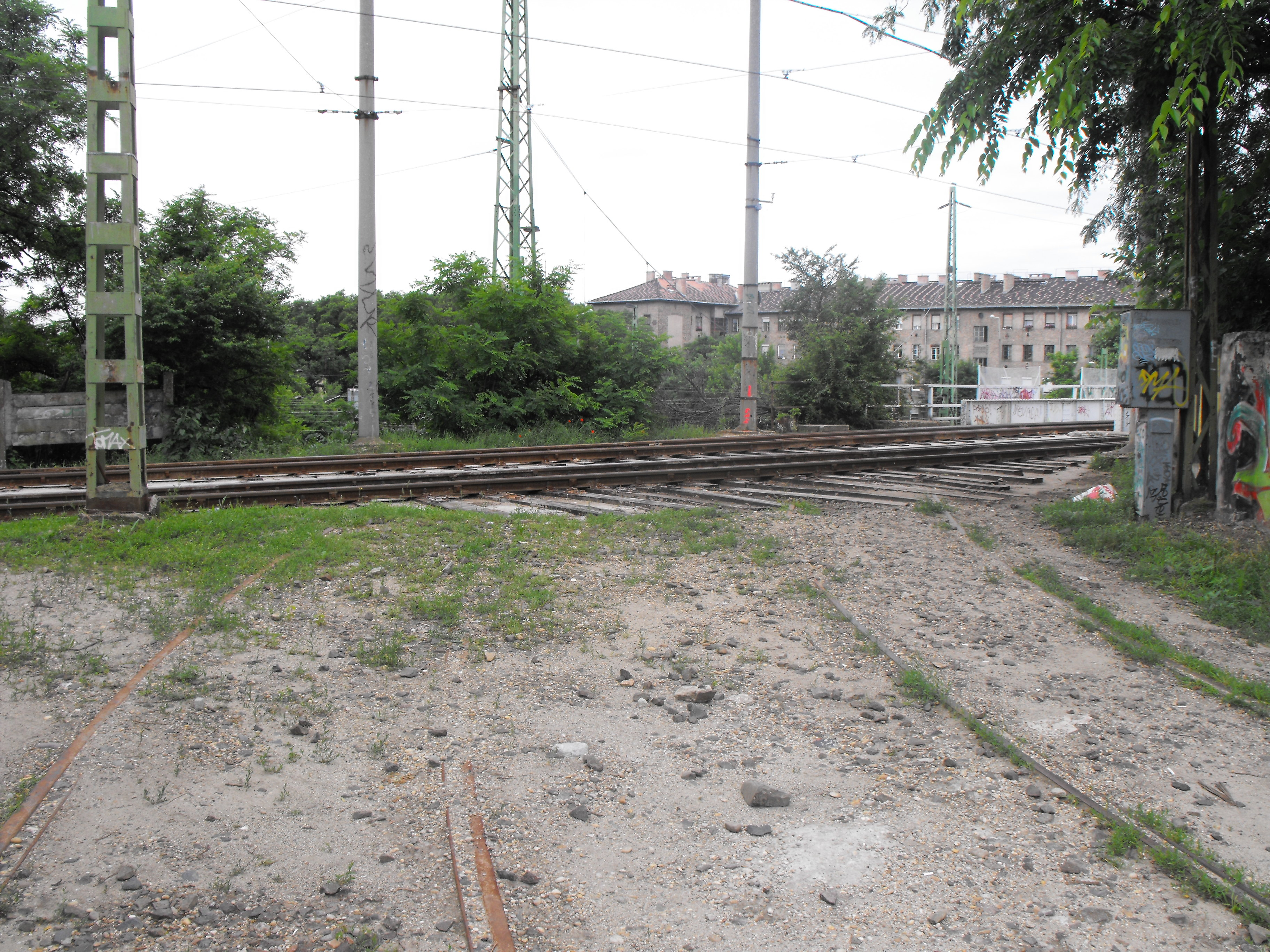
…és ellenkező irányból, a 29-es önálló szakasza felől
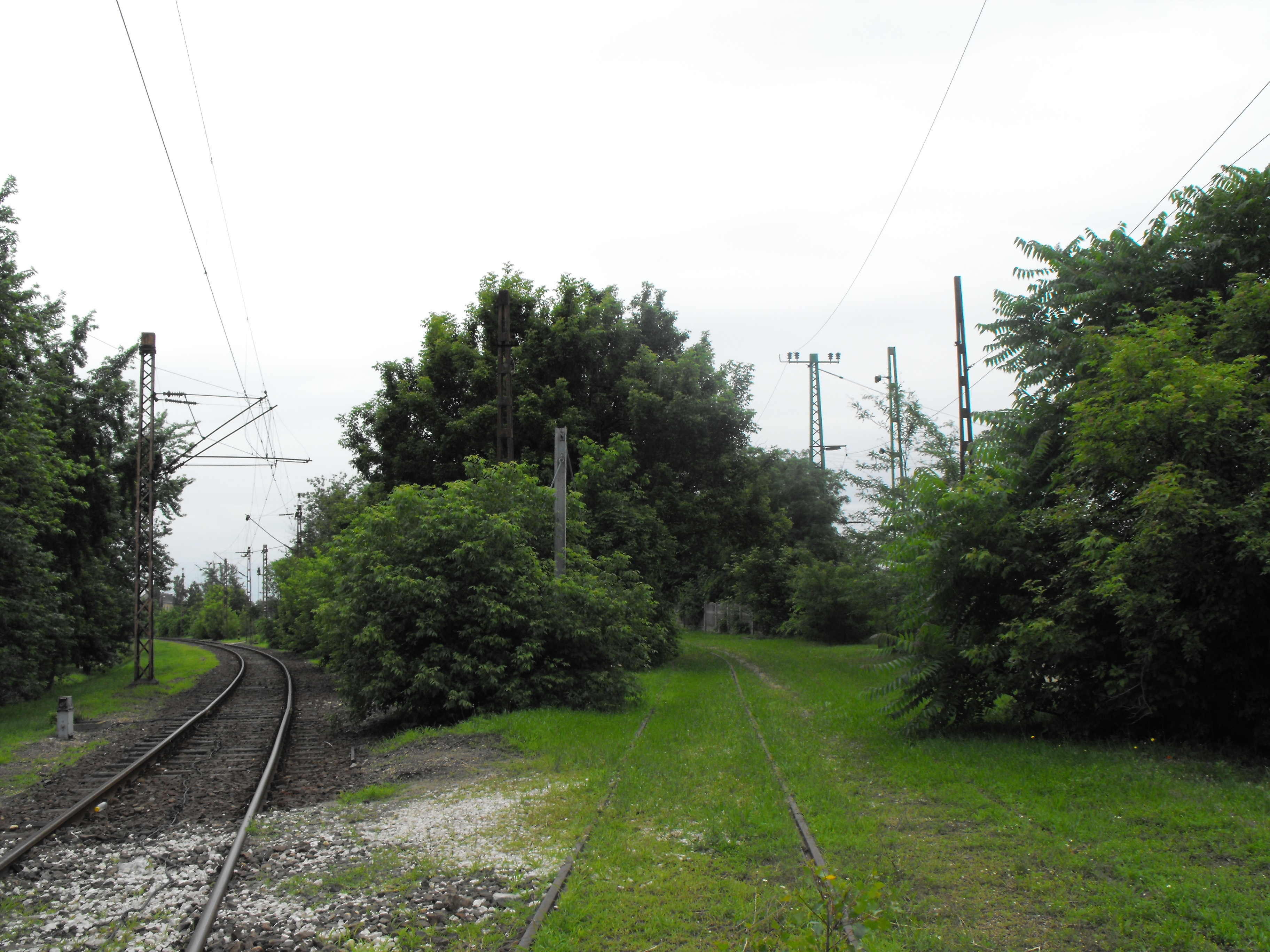
Bal oldalt a Királyvágány, jobb oldalt a 29-es vonal
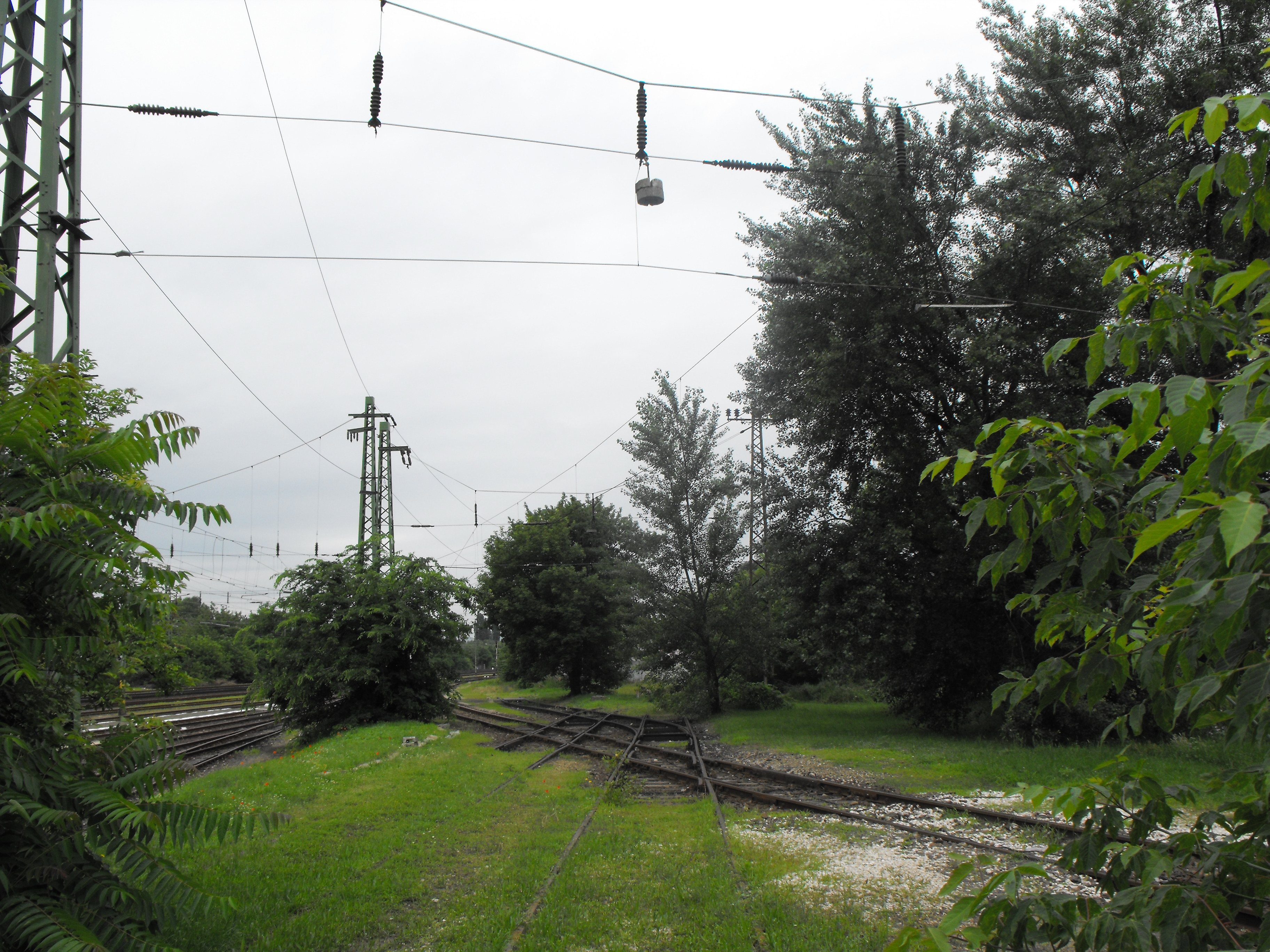
A királyvágányi keresztezés
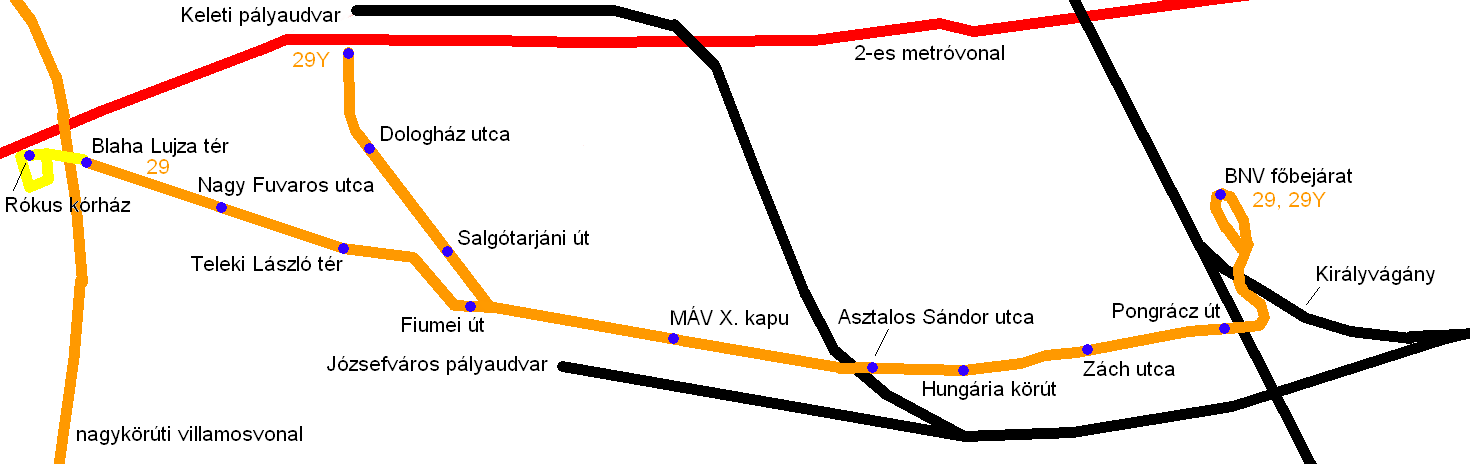
A 29-es és a 29Y villamos útvonala